# Jérôme Leroy (Schriftsteller)

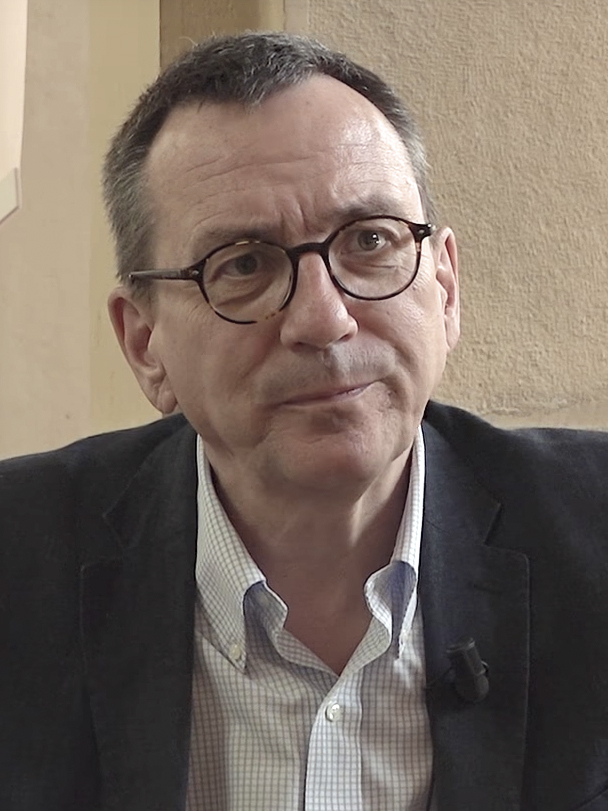
Jérôme Leroy (2018)

Jérôme Leroy (* 29. August 1964 in Rouen) ist ein französischer Schriftsteller. Er schreibt Romane, Kurzgeschichten, Lyrik, Essays, Jugendbücher und Drehbücher. Sein erstes auf Deutsch erschienenes Werk ist der Kriminalroman Der Block.

## Leben und Werk
Jérôme Leroy war 20 Jahre lang Lehrer an einer ZEP (Zone d’éducation prioritaire) in der nordfranzösischen Stadt Roubaix. Nach der Aufgabe des Lehrerberufs widmete er sich ganz dem Schreiben. Seinen ersten Roman L’Orange de Malte schrieb er 1990 während seines Militärdienstes. Er war noch stark autobiografisch geprägt. Später ging er von der Autofiktion zur Alterfiktion über, zu Geschichten über ein mögliches Selbst mit einer anderen Geschichte und anderen Erfahrungen. Durch die Freundschaft mit dem Schriftsteller Frédéric H. Fajardie lernte er den Néo-Polar kennen, eine Strömung innerhalb der französischen Kriminalliteratur, die von Dashiell Hammetts amerikanischer Erzähltradition beeinflusst ist und – wie Leroy es im Nachwort zu seinem Roman Der Block ausdrückt – „eine zeitgemäße Form der Geschichtsschreibung“ ist, die für eine „politisch linke Orientierung“ steht. Seither sind viele seiner Veröffentlichungen dem Roman noir zuzurechnen, in dem er Gesellschaftskritik mit literarischen Experimenten vereinen kann.
Dennoch lassen sich Leroys vielfältige Werke nicht unter einem Schlagwort zusammenfassen. Neben Kriminalromanen schreibt er auch Jugendbücher (vielfach ausgezeichnet wurde der 2013 erschienene Jugendroman Norlande, in dem er die Anschläge in Norwegen 2011 durch Anders Behring Breivik behandelt) und Lyrik (sein Lyrikband Un dernier verre en Atlantide erhielt 2011 den Prix Maïse Ploquin-Caunan der Académie française).  Der 2011 erschienene Roman Le Bloc über die Machtergreifung einer fiktiven rechtsextremen Partei wurde in Frankreich als Schlüsselroman auf den Front National gelesen. Im Jahr 2017 erschien bei der Edition Nautilus die deutsche Übersetzung von Cornelia Wend, die den 3. Rang beim Deutschen Krimi Preis 2018 erreichte. Nach dem Szenario des Romans, aber mit einer eigenständigen Handlung um eine junge Sozialarbeiterin, die zur Spitzenkandidatin der Partei aufgebaut wird, entstand der 2017 uraufgeführte französische Spielfilm Das ist unser Land! (Chez nous) von Lucas Belvaux, an dessen Drehbuch Leroy mitarbeitete.
Leroy lebt und arbeitet in Lille.

## Werke

### Romane
- 1990: L’Orange de Malte (Rocher)
- 1994: Le Cimetière des plaisirs (Rocher)
- 1997: Monnaie bleue (Rocher)
- 2000: Big sister (Librio)
- 2002: Bref rapport sur une très fugitive beauté (Les Belles Lettres)
- 2004: Le Cadavre du jeune homme dans les fleurs rouges (Rocher)
- 2008: La Minute prescrite pour l’assaut (Mille et une nuits)
- 2009: En harmonie (Équateurs)
- 2009: À vos Marx, prêts, partez! (Éditions Baleine)
- 2011: Le Bloc (Gallimar Wendd)
  - deutsch: Der Block. Aus dem Französischen übersetzt von Cornelia Wend. Edition Nautilus, Hamburg 2017, ISBN 978-3-96054-037-3[7]
- 2014: L’Ange gardien (Gallimard)
  - deutsch: Der Schutzengel. Aus dem Französischen übersetzt von Cornelia Wend. Edition Nautilus, Hamburg 2020, ISBN 978-3-96054-224-7.
- 2015: Jugan (La Table ronde)
- 2017: Un peu tard dans la saison (La Table Ronde)
  - deutsch: Die Verdunkelten. Aus dem Französischen übersetzt von Cornelia Wend. Edition Nautilus, Hamburg 2018, ISBN 978-3-96054-083-0.
- 2018: La Petite Gauloise (La Manufacture de livres)
  - deutsch: Die letzte Französin. Aus dem Französischen übersetzt von Cornelia Wend. Edition Nautilus, Hamburg 2025, ISBN 978-3-96054-387-9
- 2022: Terminus Leipzig, mit Max Annas, übersetzt von Cornelia Wend. Edition Nautilus, Hamburg 2022, ISBN 978-3-960-54282-7.
- 2023: Die letzten Tage der Raubtiere : Kriminalroman. übersetzt von Cornelia Wend. Edition Nautilus, Hamburg 2023, ISBN 978-3-96054-313-8.

### Jugendbücher
- 2006: La Princesse et le Viking (Syros)
- 2007: La Grande Môme (Syros)
- 2013: Norlande (Syros)
- 2016: Macha ou l’évasion (Syros)
- 2018: Les filles de la pluie (Syros)

### Kurzgeschichten
- 1996: Requiem en Pays d’Auge (Rocher)
- 1996: Départementales (Rocher)
- 1999: Une si douce apocalypse (Les Belles Lettres)
- 1999: La Grâce efficace (Manitoba/Les Belles Lettres)
- 2003: Travaux pratiques, La Grâce efficace, Une si douce apocalypse (Les Belles Lettres).
- 2004: Quelque chose de merveilleux (Rocher)
- 2005: Rendez-vous rue de la Monnaie (Autrement)
- 2006: Rêves de cristal. Arques, 2064 (Mille et une nuits)
- 2007: Comme un fauteuil Voltaire dans une bibliothèque en ruines (Mille et une nuits)
- 2013: Dernières nouvelles de l’enfer (L’Archipel)
- 2015: Les jours d’après, contes noirs (La Table ronde)

### Lyrik
- 2006: Le Déclenchement muet des opérations cannibales (Équateurs)
- 2010: Un dernier verre en Atlantide (La Table ronde)
- 2015: Sauf dans les chansons (La Table ronde)

### Essays
- 1994: Frédéric H. Fajardie (Rocher)
- 2010: Physiologie des lunettes noires (Mille et une nuits)
- 2010: Le Dictionnaire des personnages populaires de la littérature des XIXe et XXe siècles (Seuil). Herausgegeben von Stéfanie Delestré und Hagar Desanti.
- 2016: Loin devant! (L’Editeur)

### Drehbücher
- 2017: Das ist unser Land! (Chez nous von Lucas Belvaux, Co-Drehbuch)

## Auszeichnungen
- 1990: Prix du Quartier Latin für L’Orange de Malte[8]
- 2008: Prix du polar Jeunesse für La Grande Môme
- 2011: Prix Maïse Ploquin-Caunan  der Académie française für Un dernier verre en Atlantide[9]
- 2012: Prix Michel-Lebrun für Le Bloc[10]
- 2013: Prix des Collégiens du Doubs für Norlande
- 2013–2014: Prix NRP de littérature jeunesse für Norlande[11]
- 2014: Prix littéraire des Maisons Familiales Rurales du Maine-et-Loire für Norlande
- 2014: Prix Jean-Claude Izzo für Norlande
- 2014: Prix spécial du jury des collégiens Livre-Franche für Norlande
- 2015: Prix des lecteurs Quais du polar/20 minutes für L’Ange gardien[12]
- 2017: Prix Rive Gauche à Paris für Un peu tard dans la saison[13]
- 2018: Deutscher Krimi Preis, Rang 3 in der Kategorie International für Der Block